# Xylota furcata
Xylota furcata är en tvåvingeart som beskrevs av Heikki Hippa 1982. Xylota furcata ingår i släktet vedblomflugor, och familjen blomflugor. Inga underarter finns listade i Catalogue of Life.